# Jaroslav ze Šternberka

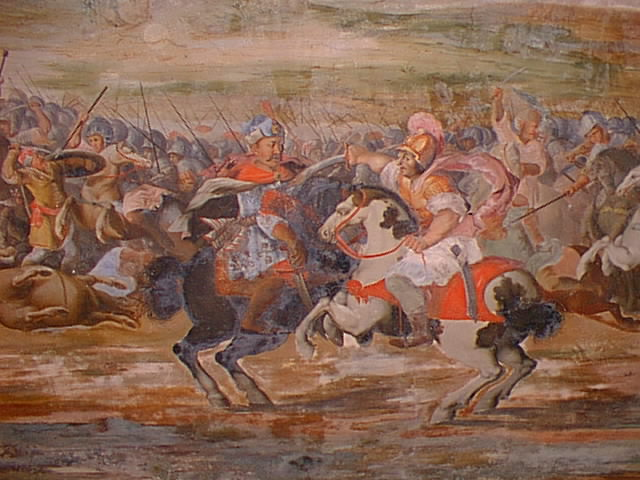
Fresk na zamku Zelená Hora w Nepomuku, przedstawiający Jaroslava ze Šternberka i bitwę pod Ołomuńcem

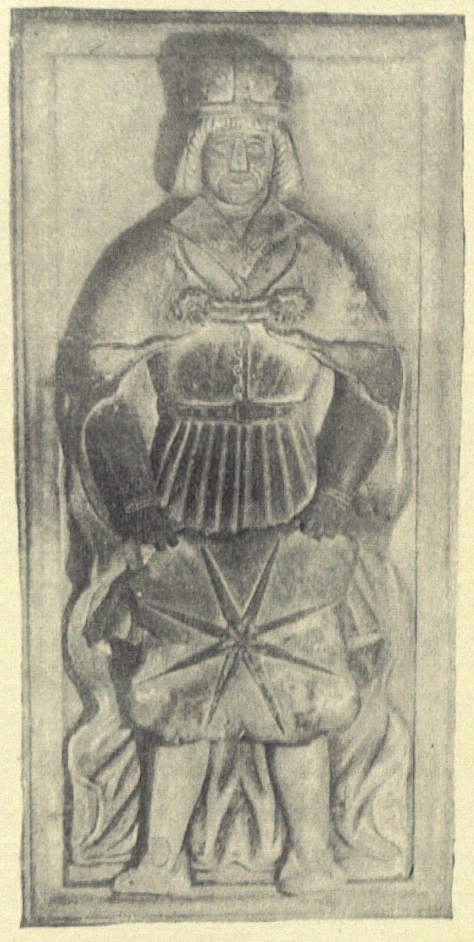
Nagrobek Jaroslava ze Šternberka w klasztorze w Zásmukach

Jaroslav ze Šternberka (ur. 1220, zm. 1287) – fikcyjna postać rodu Šternberków i historii Moraw. Miał to być szlachcic, który w 1241 roku ocalił Margrabstwo Moraw, a co za tym idzie chrześcijańską Europę przed najazdem Mongołów, zwanych Tatarami. Podobno miało to nastąpić dzięki bohaterskim czynom w bitwie pod Ołomuńcem.

## Historia mitu
W połowie XIV wieku czeski duchowny, pisarz i kronikarz Pulkava z Radenína tak opisał wydarzenia z 1253 roku: „Tatarzy najechali Morawy, spustoszyli ich część, wymordowali dużą liczbę ludzi pod Ołomuńcem... i w końcu, gdy przybyli tam pod miasto Ołomuniec, wyszedł z miasta pewien szlachcic ze Šternberka, ówczesny namiestnik tego samego miasta, napadł na nich dzielnie w podobny sposób i zabił ich wodza, raniąc go śmiertelnie. Tatarzy zasmuceni jego śmiercią i bardzo zdumieni, uciekli z powrotem na Węgry. Wspomniany pan Šternberk następnie za ten wielki czyn otrzymał w darze od króla czeskiego kilka majątków pod Ołomuńcem, na których zbudował nowy zamek Šternberk jako pamiątkę”.
Relacja Pulkavy z Radenína jest dość wiarygodna, gdyż w 1253 roku wojska króla Węgier i Chorwacji Beli IV faktycznie najechały Morawy. Znaczną część jego armii stanowili Połowcy, którzy wyglądem i strojem przypominali Tatarów, którzy przetoczyli się przez Morawy już w 1241 roku. Pulkava z Radenína pomylił tych dzikich Połowców z Tatarami.
Imię Jaroslava ze Šternberka jako zwycięzcy nad Tatarami w 1241 roku po raz pierwszy wymienił w Kronice czeskiej z 1541 roku Václav Hájek z Libočan i od niego tę informację przejęli inni historycy. Ten członek rodu Šternberków nazywany jest także „Jaroslavem, czyli o wielkich bojach chrześcijan z Tatarami”, w jednej z pieśni Rękopisu królowodworskiego, uznanego za fałszerstwo historyczne. Šternberkowie malowali w swoich zamkach i kościołach sceny z bitwy z Tatarami. Od połowy XIX wieku sytuacja uległa zmianie i czescy historycy zaczęli kwestionować autentyczność Jaroslava ze Šternberka i jego zwycięską bitwę z 1241 roku.

## Zwycięzca nad Połowcami
Biorąc pod uwagę, że nie ma powodu, by nie wierzyć relacjom Pulkavy z Radenína z XIV wieku o bitwie, która miała miejsce w 1253 roku, historycy zadają sobie pytanie, który Šternberk pokonał Połowców pod Ołomuńcem. Większość z nich zgadza się co do tego, że to Zdeslav z Divišova założył najprawdopodobniej zamek Šternberk na Morawach. Czeski historyk Rudolf Hurt przyznaje jednak, że mógł to być również jego syn Jaroslav, który wzmiankowany jest w dokumentach w 1269, 1284 i 1287 roku. Syn Zdeslava, który szczycił się takimi tytułami jak burgrabia bítovski czy najwyższy podczaszy, był założycielem konopistycznej gałęzi panów ze Šternberka.

## Literatura
- Zdeněk Pokluda: Moravští Šternberkové: panský rod rozprostřený od Jeseníků ke Karpatům. Praha: Nakladatelství Lidové noviny, 2012, s. 354. ISBN 978-80-7422-181-1.